# Ту-160
Ту-160 (за кодифікацією НАТО: Blackjack, серед пілотів отримав ім'я Білий лебідь) — радянський та російський надзвуковий стратегічний бомбардувальник-ракетоносець зі змінною стрілоподібністю крила. Розробляли в 1970-х, перший політ здійснив 1981 року. 1987 року прийнятий на озброєння в СРСР. Після розпаду СРСР флот Ту-160 перебував в Росії та Україні. Україна свій флот частково утилізувала, частково передала Росії, залишився один музейний експонат — у Полтавському музеї дальньої авіації.
Вперше Білим лебедем Ту-160 назвав Борис Єльцин, побачивши білосніжного велетня на параді військової техніки в Мачулищах. Саме звідти й з’явилася його друга назва.
З 2018 року Росія працює над проєктом побудови Ту-160М, перший літак піднявся в повітря 2022 року.

## Історія
На початку 1960-х у СРСР не було стратегічної авіації, що могла б подолати опір систем ППО НАТО та США того часу. Початок робіт над новим багаторежимним стратегічним літаком можна віднести до 1967, коли над ним почали роботу ДКБ Сухого та ОКБ Мясіщева. Були поставлені вимоги створити літак-носій, що мав високі льотні характеристики. Наприклад, крейсерська швидкість визначалась як 3200-3500 км/год на висоті 18000 м, дальність перельоту на такому режимі визначалась у межах 11000—13000 км, дальність перельоту на великій висоті на дозвуковій швидкості та при поверхні землі становила 16000—18000 км та 11000—13000 км. Ударне озброєння визначалось як змінне та включало в собі ракети повітряного базування, а також вільнопадаючі та кориговані бомби різних типів та призначення, сумарна маса бойового завантаження досягала 45 тонн.
До 1970 підготовлено проєкти від обох ОКБ. Вони пропонували чотиридвигунні літаки із крилом змінної стрілоподібності, проте різних схем. Зі зміною у 1969 ВПС проєктного завдання, з 1970 у роботу включилось ОКБ Туполєва. Першочергово спеціалісти ОКБ відкинули варіант зі змінною стрілоподібністю крила. У 1972, після розгляду трьох проєктів, найкращою була визнана схема ОКБ Мясіщева (роботу ДКБ Сухого зняли з конкурсу через побоювання керівництва щодо перепрофілювання КБ зі штурмової на важку авіацію), однак, оскільки ОКБ Туполєва мало досвід з розробки літаків подібних розмірів, всі матеріали вирішено передати в ОКБ Туполєва. Проте там відхилили запропоновану документацію та знову включились у роботу з проєктування літака, тепер у варіанті зі змінною стрілоподібністю крила, варіанти компонування із фіксованим крилом більше до розгляду не приймались.
- Ту-160 в різних проєкціях

Літак Ту-160 здійснив свій перший політ 18 грудня 1981.

### Історія Ту-160 у Повітряних Силах України
Перші серійні машини надійшли у 184 Гвардійський Полтавсько-Берлінський Червонопрапорний ВБАП, що базувався у Прилуках Чернігівської області, 25 квітня 1987. Це була група з двох Ту-160. Один з літаків належав до дослідної другої серії, а другий був головним у військовій серії.
У 1991 на авіабазі у Прилуках в УРСР було угруповання з 19 літаків Ту-160. Після розпаду СРСР літаки перейшли до Повітряних Сил України. Проте стратегічна авіація не відповідала військовій доктрині України й тому в 1999 8 літаків Ту-160 віддали росіянам «за газ». Ще 9 літаків утилізували, один літак Ту-160 залишився в місті Полтаві в музеї Дальньої авіації.
У 2025 році журналісти Схем з'ясували, що мінімум 6 із 8 переданих Україною Росії літаків залишаються у придатному до польотів стані в російській авіації.
- Вічна стоянка. Музей важкої бомбардувальної авіації (Полтава)

## Сучасний стан

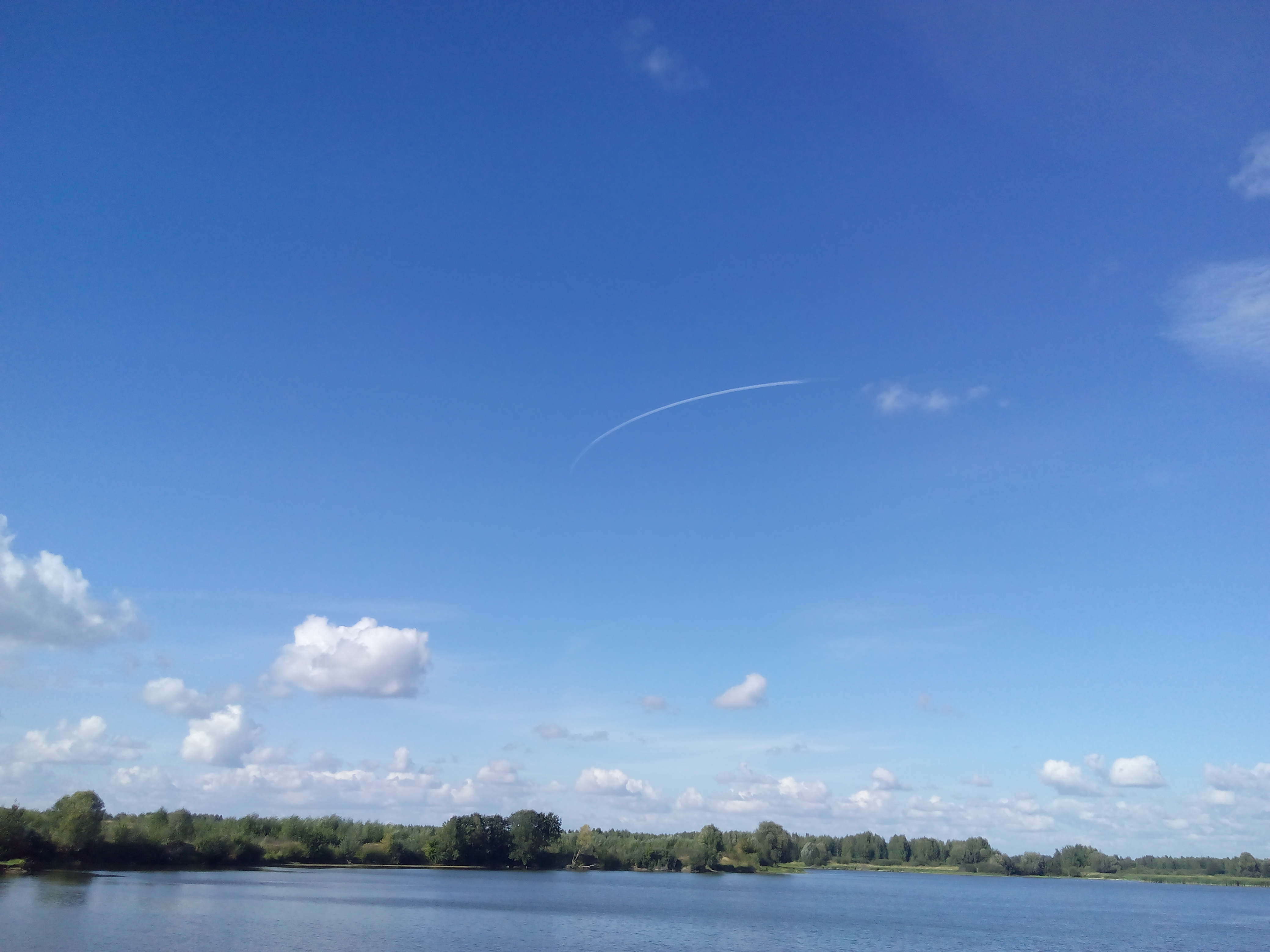
Випробний політ Ту-160М в небі над Казанню недалеко від аеродрому Борисоглібське Казанського авіаційного заводу — 27 серпня 2016

19 вересня 2020 два Ту-160 встановили світовий рекорд із дальності та тривалості безпосадочного польоту для літаків цього класу. Пілоти ПКС Росії перебували в повітрі понад 25 годин, подолавши понад 20 000 км. Політ проходив у повітряному просторі над нейтральними водами акваторій центральної частини Північного Льодовитого океану, Тихого океану, Карського, Лаптєвих, Східно-Сибірського, Чукотського, Баренцева морів.
У березні 2021 року в Росії заявили про завершення заводських випробувань стратегічного ракетоносця-бомбардувальника Ту-160М, перший дослідний зразок якого злетів у повітря 2 лютого 2020 року. Літак створений шляхом модернізації стройового Ту-160. Заплановано модернізувати під цю версію решту російських бомбардувальників (15 од.). Основна відмінність це нові двигуни серії НК-32, а також збільшений спектр озброєння. У Росії заявлено, що ці двигуни покращать технічні характеристики, які дозволять збільшити дальність польоту на 1 тисячу км. Також на Ту-160М встановлюється нове пілотажно-навігаційне обладнання, бортовий комплекс зв’язку, система управління, станція радіолокації та комплекс радіоелектронної протидії.
Літак Ту-160М2 (так деякі джерела називають виготовлені з нуля модернізовані літаки, на відміну від допрацьованих стройових літаків — Ту-160М) з модернізованими двигунами НК-32-02 (дальність польоту до 15 тисяч км), системами управління, навігації, управління озброєнням — на принципово новій (цифровій) технологічній базі.

## Тактико-технічні характеристики
Джерело даних: Jane's All the World's Aircraft 2003–2004

### Технічні характеристики
- Екіпаж: 4 особи
- Довжина: 54,1 м
- Розмах крила: 55,7 / 50,7 / 35,6 м
- Висота: 13,1 м
- Площа крила: 232 м²
- Маса порожнього: 110 000 кг
- Нормальна злітна маса: 267 600 кг
- Максимальна злітна маса: 275 000 кг
- Двигуни: 4 × ТРДДФ НК-32
  - Тяга максимальна: 4 × 18 000 кгс
  - Тяга на форсажі: 4 × 25 000 кгс
- Маса палива: 148 000 кг[14]

### Льотні характеристики
- Максимальна швидкість:
  - на висоті: 2000 км/год (М=1,64)[15]
  - біля землі: 1030 км/год (М=0,86)
- Крейсерська швидкість: 850 км/год (М=0,71)[16]
- Максимальна дальність без дозаправлення: 13 950 км
- Максимальна дальність на надзвуковій швидкості (М=1,5): 2000 км
- Практична дальність без дозаправлення: 12 300 км
- Бойовий радіус: 7300 км
- Тривалість польоту: 25 годин
- Практична стеля: 16 000 м[17]
- Швидкопідйомність: 4400 м/хв
- Довжина розбігу/пробігу: 900 м
- Навантаження на крило:
  - при максимальній злітній масі: 1185 кг/м²
  - при нормальній злітній масі: 1150 кг/м²
- Тягооснащеність:
  - при максимальній злітній масі: 0,37
  - при нормальній злітній масі: 0,36[14]

### Озброєння
- Два внутрішні відсіки озброєння на 45 000 кг боєприпасів.
  - Дві внутрішні обертові пускові установки (пусковий пристрій), кожна з яких вміщує:
  - 6 × крилатих ракет великої дальності Х-55СМ/555/101/102/ (основне озброєння)
або
12 × ядерних ракет малої дальності Х-15

## Бойове застосування

### Інтервенція Росії в Сирію
Перше бойове застосування Ту-160 відбулося під час інтервенції Росії в Сирії в період з 17 листопада 2015 року по 20 листопада 2015 року. Удари завдавалися крилатими ракетами Х-555 (модифікація Х-55 з неядерною бойовою частиною) та Х-101 по об'єктах «Ісламської держави». Згодом під час російської інтервенції бомбардувальник застосовувався неодноразово.

### Російське вторгнення в Україну (2022)
Використовується під час вторгнення Росії в Україну для запусків крилатих ракет Х-101 та Х-55 по території України з повітряного простору Росії.

## Втрати під час вторгнення в Україну
| № | Дата          | Місце                                  | Коментар |
| - | ------------- | -------------------------------------- | --- |
| 1 | 1 червня 2025 | Авіабаза «Біла», Іркутська область, РФ | Служба безпеки України провела спецоперацію зі знищення бомбардувальної авіації в тилу РФ. На 1 червня 2025 року відомо про пошкодження уламками одного бомбардувальника Ту-160. Докладніше: Операція «Павутина» |

## Оператори

### Сучасні
- Росія, ПКС РФ — 16: 6 Ту-160, 7 Ту-160 модернізованих і 3 Ту-160М (перебувають на випробуваннях) на озброєнні, станом на 2025 рік.[22]

### Колишні
- СРСР до 1991 виготовили 35 літаків Ту-160 (27 серійних та 8 прототипів)
- Україна після розпаду СРСР Україна отримала у спадок 19 літаків Ту-160. Вони перебували на авіабазі в Прилуках. У 1999 р. 8 літаків віддали росіянам «за газ». Ще 9 літаків утилізували, один літак «Ту-160» залишився в місті Полтаві в музеї Дальньої авіації.

## Критика
Однією із серйозних проблем Ту-160 є висока радіолокаційна помітність
Авіаційний експерт Андрій Горбачевський, який довгі роки займався авіаційними РЛС, вважає, що модернізація застарілого, на його думку, Ту-160 є недоцільною, а використання Ту-160М2 як компонент ядерної тріади та у звичайних конфліктах, зокрема, через високу радіопомітність, — неефективним. Також критично експерт поставився до створення цивільної версії літака.

## Відновлення виробництва

### Замовлення
25 січня 2018 Міністерство оборони РФ підписало в Казані з ПАТ «Туполев» контракт вартістю 160 млрд рублів на будівництво до 2027 десяти нових бомбардувальників Ту-160М2 (намічено мати 30 од.).
Перший політ першого з них запланований на 2021 з початком поставок у 2023.
20 грудня 2020 МО РФ подало в суд на ПАТ «Туполев» через зрив строків виконання програми дослідно-конструкторських робіт під шифром «70М 506». «Виріб 70М» — це позначення в російській документації програми глибокої модернізації Ту-160М. Інформація стала публічною після публікації «Туполєвим» звіту за 4-й квартал.

### Процес виробництва
Будівництво літака відбувається на Казанському авіаційному заводі імені С. П. Горбунова, що є філією ПАТ «Туполєв». Ракетоносець зберіг зовнішній вигляд, але створювався на новій технологічній базі. Для цього бомбардувальника виготовляють нову серію двигунів НК-32, які дозволять збільшити дальність польоту на тисячу кілометрів.
Для відтворення виробництва бомбардувальника відновили технологію вакуумного зварювання титанових виробів і виробництво агрегатів планера літака, сформували кооперацію підприємств промисловості в галузі металургії, авіабудування, машинобудування та приладобудування.
У межах виконання програми за державним контрактом оцифровано конструкторську документацію на літак Ту-160М.
На початку вересня 2021 року були поширені фотографії будівництва першого корпусу літака.

### Перший політ
12 січня 2022 з аеродрому Казанського авіаційного заводу здійснив свій перший політ, перший виготовлений з нуля з 1990-х, стратегічний ракетоносець в оновленій модифікації Ту-160М.
Політ проходив на висоті 600 метрів і тривав близько 30 хвилин. Екіпаж з пілотів-випробувачів для перевірки стійкості та керованості літака у повітрі виконав ряд маневрів.

## Аварії та катастрофи

### Втрати на території РФ
В 1987 році один з бомбардувальників Ту-160 (сер. номер 1-02) викотився за межі ЗПС і спалахнув. В результаті інциденту ніхто не постраждав, екіпаж успішно катапультувався.
18 вересня 2003 року трапилася перша, за шістнадцять років експлуатації, авіаційна катастрофа літака Ту-160 (сер. номер 7-01, «Михаил Громов»). Авіакатастрофа сталася під час технічного обльоту після заміни силової установки за відсутності озброєння на борту. Після виконання програми запланованих дій екіпаж доповів на землю про спалах двигуна. Під час виконання зниження з висоти 2100 до 1200 метрів стався вибух паливних баків. В результаті падіння літака в Саратовській області (РФ) всі четверо членів екіпажу загинули.
11 березня 2024 року, на одному з летовищ на території РФ згорів літак Ту-160М (сер. номер 8-01, «Илья Муромец»). Згідно з повідомленнями, під час підготовки до зльоту сталося загоряння і руйнування одного з двигунів, у пожежі згоріли ще три. За даними ЗМІ, пожежа та вибух першого двигуна стався внаслідок руйнування бракованої опори турбіни двигуна. На момент аварії напрацювання двигуна становило близько 50 годин після капітального ремонту.